# John Emery
John Emery (4 de enero de 1932-21 de febrero de 2022) fue un deportista canadiense que compitió en bobsleigh. Participó en los Juegos Olímpicos de Innsbruck 1964, obteniendo una medalla de oro en la prueba cuádruple.
Falleció el 21 de febrero de 2022, por un melanoma.

## Palmarés internacional
| Juegos Olímpicos | Juegos Olímpicos    | Juegos Olímpicos | Juegos Olímpicos |
| Año              | Lugar               | Medalla          | Prueba           |
| ---------------- | ------------------- | ---------------- | ---------------- |
| 1964             | Innsbruck (Austria) | Medalla de oro   | Cuádruple        |